# Bitva u Brissarthe
Bitva u Brissarthe se odehrála 2. července 866, mezi franskými vojsky a společným bretoňsko-vikinským seskupením poblíž Brissarthe v Neustrii. V bitvě padl Robert Silný, markrabě Neustrie a Ramnulf z Poitiers, vévoda z Akvitánie.
V roce 866 se Salomon, vévoda z Bretaně, spojil s vikinským vůdcem Hasteinem a podnikl výpravu do Anjou, Maine a Touraine. V průběhu kampaně bylo vypleněno město Le Mans. Robert Silný, markrabě postižené oblasti sestavil velkou armádu, aby útočníky vyhnal. K němu se připojil Ranulf z oblasti Poitou. Během bojů se Frankům podařilo Vikingy zastavit před nástupem na jejich lodě, které kotvily na řece Loira. Vikingové se ukryli v kostele, který Frankové obklíčili. Během noci se Vikingové pokusili z obležení uniknout. Během následující bitvy byl zabit Robert Silný, smrtelně zraněný šípem byl i Ranulf I. Se ztrátou svých vůdců museli Frankové ustoupit.
V roce 867 Karel II. Holý uznal Salomona za krále Bretaně. Solomon převzal vládu nad Cotentinem. Vikinský vůdce Hastein ještě mnoho let pustošil údolí Loiry, přičemž jeho armáda v roce 867 zaútočila na Bourges, v roce 868 na Orléans a v roce 872 na Angers.